# Gymnelus soldatovi
Gymnelus soldatovi és una espècie de peix de la família dels zoàrcids i de l'ordre dels perciformes.

## Morfologia
- Els mascles poden assolir 10,9 cm de longitud total i les femelles 11,1.
- Nombre de vèrtebres: 88-94.[4][5]

## Hàbitat
És un peix marí i demersal que viu entre 41-110 m de fondària.

## Distribució geogràfica
Es troba al Mar d'Okhotsk i el nord de les Illes Kurils.

## Observacions
És inofensiu per als humans.